# 伊萬妮·布隆丁
伊萬妮·布隆丁（英語：Ivanie Blondin，1990年4月2日—），加拿大速度滑冰運動員，她代表加拿大隊參加了中國舉行的2022年冬季奧林匹克運動會，並且在女子團體追逐比賽上獲得金牌。